# روبرت كوك (سياسي)
روبرت كوك (بالإنجليزية: Robert Cook)‏ هو سياسي أسترالي، ولد في 18 أبريل 1867 في أستراليا، وتوفي في 21 مايو 1930 في ملبورن في أستراليا. حزبياً، نشط في الحزب الوطني الأسترالي. وقد انتخب عضو مجلس النواب الأسترالي عن دائرة Division of Indi ‏ (13 ديسمبر 1919 – 9 أكتوبر 1928).